# Cochliostema odoratissimum
Cochliostema odoratissimum là một loài thực vật có hoa trong họ Commelinaceae. Loài này được Lem. mô tả khoa học đầu tiên năm 1859.